# 长谷川昭 (地震学者)
长谷川昭（日语：／ Hasegawa Akira ?，1945年3月—），日本地震学者，东北大学名誉教授。

## 履历
1945年3月，长谷川昭出生于日本群马县桐生市。1963年3月，毕业于群馬県立桐生高等学校，并考入东北大学理学部。1967年3月和1969年3月，分别于东北大学理学部地球物理学科和大学院理学研究科获得学士学位和硕士学位。1971年3月，从东北大学大学院理学研究科中途退学，并在同年4月起成为东北大学理学部附属青叶山地震观测所助手。1977年，正式获得理学博士学位，并于同年7月成为东北大学理学部附属地震预知观测中心助教授。1989年4月，成为东北大学理学部附属地震、喷火预知观测中心教授。2008年，被评为美国地球物理学会院士，并在同年4月荣誉退休，被授予东北大学名誉教授称号。2014年，被日本地球物理学会评为院士。
2020年，被选为讲书始之仪（日语：講書始の儀）的侍讲人。侍讲题目为俯冲带地震的发生机制和火山成因。

### 交换访问
1978年6月，成为卡内基科学研究所访问学者。1993年5月，成为京都大学防灾研究所访问教授。

### 荣誉
2017年，因关于俯冲带构造的地震学研究，被授予日本学士院奖和恩赐奖。2019年，被授予瑞宝中绶章。

## 研究
长谷川昭长期关注于发生在俯冲带的地震活动。根据构筑在日本東北的高精度地震观测网，使用地震层析成像法以高分辨率明确了俯冲带的地壳和地幔结构，他发现了双层深源地震面。通过上述方法，他还发现了俯冲带的地震和火山现象是因随着俯冲带向大陆板块之下移动的水而引起的原理。具体而言，岩石的强度会因相变产生的脱水反应下降。长谷川昭认为，水进入地幔楔后产生的岩浆上升后会使得地壳下部软化，使应力集中在其正上方的上地壳。与之对应的强度下降会对板内地震的发生起着很大的作用。
此外，长谷川昭通过固有地震的发现，提出了改良版的凹凸体模型，并发现了板块边界强度较小的事实。